# Alberto Rojas Lesmes

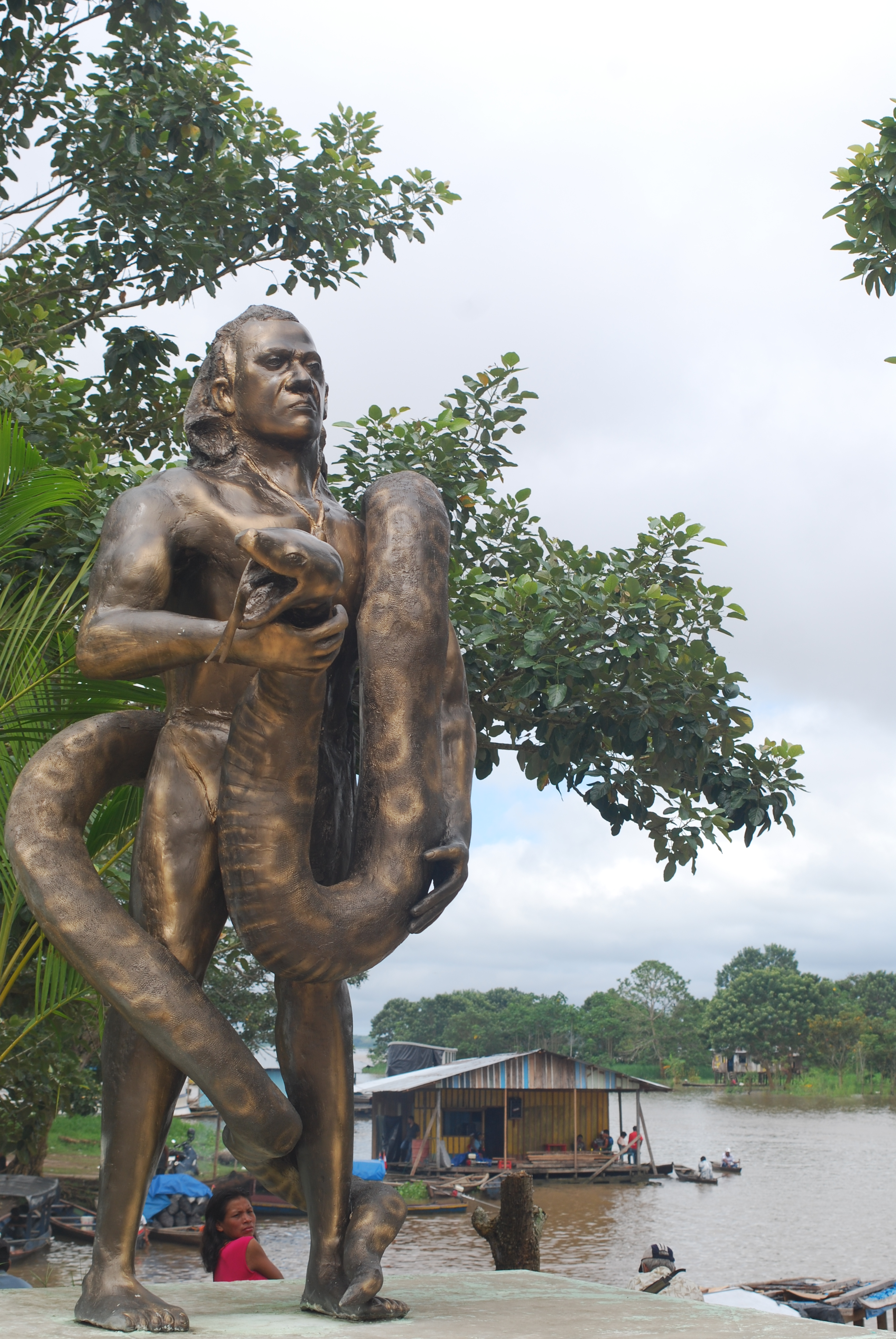
Estatua de Kapax en Leticia, cuando se encontraba junto al río Amazonas. Posteriormente fue trasladado al aeropuerto de la ciudad.

Alberto Rojas Lesmes (Puerto Leguízamo, Putumayo, 29 de junio de 1946) conocido como Capax, Kapax o El Tarzán Colombiano, es un nadador, actor y embajador turístico colombiano. Se le considera una leyenda y un personaje icónico del turismo y de la conservación de la naturaleza en la región del Amazonas.
Kapax ganó fama y popularidad en Colombia después recorrer a nado los ríos Magdalena y Amazonas sin equipos especiales y por promover la conservación ambiental. Al finalizar la travesía fue recibido por 30 000 personas. Fue declarado Embajador del Turismo y del Medio Ambiente por el expresidente Álvaro Uribe Vélez. Apareció en fotonovelas, cuentos de aventura y hasta en una revista de cómics con 77 ediciones, también fue protagonista y partícipe de varias películas y apareció en varios documentales.
El expresidente Juan Manuel Santos le definió como el «símbolo de una persona que ama la naturaleza y los ríos». En junio de 2015 fue condecorado por la Cámara de Representantes de Colombia con la Orden de la Democracia Simón Bolívar en el grado Cruz Caballero, por ser un gran defensor de la flora y la fauna.

## Biografía
Nació en Puerto Leguízamo, hijo de una colombiana y de un militar alemán. Desde temprana edad trabajaba como marinero y ayudante de máquinas de varias embarcaciones que navegaban por la parte sur de Colombia. Durante algún tiempo de su vida se adentró a la selva, donde vivía, cazaba y dormía. Esta experiencia le llevó a tomar consciencia sobre el ambiente y la naturaleza.
Para finales de la década de 1970 se impuso el reto de cruzar a nado los ríos Magdalena y Amazonas, inicialmente con el patrocinio de una emisora de la ciudad de Bogotá. Anteriormente ya había realizado algunos viajes en embarcaciones sobre el Putumayo y el Amazonas. El 29 de junio de 1976 empezó su travesía con un taparrabos y un colgante con colmillo de felino, hazaña que fue seguida y emitida por varias emisoras, diarios y cadenas de televisión. Después de recorrer el río Magdalena por más de un mes desde Neiva hasta Barranquilla en tramos de 6 horas, fue recibido por miles de personas, entre ellas, personalidades y mandatarios como el gobernador del Atlántico y el alcalde de la ciudad de Barranquilla, Alfredo Uribe Carbonell, también por asociaciones, gerentes de empresas y varios funcionarios públicos. Esta travesía fue conocida en su momento como «Operación Rescate del Río Magdalena», dado que fue parte de una campaña ambiental que pretendía mostrar las necesidades de las regiones ribereñas. En el año 2000 cumpliría otra hazaña, recorriendo el río Amazonas desde Puerto Nariño hasta Leticia.
Después de este suceso, varios mandatarios, políticos y personalidades de distintas áreas le ofrecieron la posibilidad de emprender diversos proyectos. Kapax aceptó, lo que le llevó a protagonizar varias películas, documentales, fotonovelas, cómics y entrevistas periodísticas, donde mostraba su faceta como héroe, también como conservacionista ambiental. Uno de estos documentales fue transmitido en Roma, Italia, en el programa GeoetGeo de la Televisión pública italiana RAI. Además fue declarado Embajador del Turismo y del Medio Ambiente por el expresidente Álvaro Uribe Vélez. Fue un gran promotor de la ecología, en alguna ocasión afirmó: 

«Los ríos son peligrosos, pero el hombre moderno es aún más peligroso. ¿Cómo es posible que la gente haya estado matando el río Magdalena que durante siglos le ha dado de comer a Colombia, y nadie haya hecho nada para impedirlo? Los ríos tienen su dignidad y los hombres no somos nadie para mancillarla».

Kapax también dictó clases y charlas a niños de la región del Amazonas sobre la importancia de preservar los ríos. Además de haber ganado notoriedad a nivel nacional, también fue reconocido a nivel internacional ya que mandatarios de varios países del mundo destacaron «su cometido y su esfuerzo». El rey Juan Carlos I de España «habló de él en los círculos más pudientes de Europa».
A finales de los años 1970, Kapax decidió regresar al Amazonas, después de terminar contratos con varios empresarios. Durante varios años trabajó como guía turístico y asesor de imagen para el hotel Decamerón.